# Ootheca apicalis
Ootheca apicalis is een keversoort uit de familie bladkevers (Chrysomelidae). De wetenschappelijke naam van de soort werd in 1956 gepubliceerd door Gilbert Ernest Bryant.